# Jefe del guardarropa
El jefe del guardarropa era un cargo que en los palacios de los reyes franceses era desempeñado con el título de gran maestre del guardaгrора y que por imitación fue introducido en otros países. 
El guardarropa no solo era el salón donde se custodiaban las prendas de vestir de los reyes y príncipes sino que se aplicaba también el mismo nombre al cuerpo de empleados que dependían de él y habitaban allí mismo. Como jefes de guardarгора en tiempo de Luis XIV se hicieron célebres Poisgelin y Chauvelin.